# Код-спагеті
Код-спагеті або спагеті-код — погано спроєктована, слабко структурована, заплутана і важка для розуміння програма. Особливо це стосується тих програм, які містять багато операторів безумовного переходу (GOTO), винятків та інших конструкцій, що погіршують структурованість. Є найпоширенішим антипатерном програмування.
Код-спагеті названий так, тому що хід виконання програми схожий на спагеті, тобто звивистий і заплутаний. Іноді його називають «код-кенгуру» (англ. kangaroo code) через велику кількість інструкцій JUMP.
Наразі термін застосовується не тільки до випадків зловживання GOTO, але і до будь-якого «багатозв'язного» коду, в якому один і той же невеликий фрагмент виконується у великій кількості різних ситуацій і виконує дуже багато різних логічних функцій.
Код-спагеті зазвичай виникає:
- від недосвідченості розробників;
- від серйозного тиску щодо термінів, який може здійснюватись керівництвом (наприклад, якщо в компанії діє система мотивації за «роботу якомога швидше»), або розробник сам собі ставить такі терміни (бажання все зробити найшвидшим способом).

При цьому не є результатом навмисного заплутування.
Код-спагеті може бути налагоджений та працювати правильно і з високою продуктивністю, але він вкрай складний для супроводу та розвитку. Внесення змін до коду-спагеті для додавання нових функцій іноді має такий величезний потенціал внесення нових помилок, що рефакторинг стає неминучим.

## Приклад
Нижче наводиться приклад коду-спагеті мовою BASIC, який виконує просту дію: виводить на екран числа від 1 до 10 та їхні квадрати. Реальні приклади коду-спагеті набагато складніші і заплутаніші, вони створюють великі проблеми при супроводі програм. Цей приклад є дещо примітивним.
```
i
 
=
 
0

i
 
=
 
i
 
+
 
1

if
 
i
 
<=
 
10
 
then
 
goto
 
7

if
 
i
 
>
 
10
 
then
 
goto
 
5

print
 
"Виконання програми завершене."

end

print
 
i:
 
" в квадраті = "
:
 
i
 
*
 
i

goto
 
2

```

Той самий код, написаний на BASIC в стилі структурного програмування:
```
for
 
i
 
=
 
1
 
to
 
10

  
print
 
i:
 
" в квадраті = "
:
 
i
 
*
 
i

next
 
i

print
 
"Виконання програми завершене."

```

Такий самий код у функціональному стилі з використанням методу ітерації, написаний мовою Ruby:
```
(
1
..
10
)
.
each
 
{
|
i
|
 
puts
 
"
#{
i
}
\t
 в квадраті = 
#{
i
**
2
}
"
}

puts
 
"Виконання програми завершене."

```

## Пов'язані терміни
- Код-равіолі — код, який складається з величезної кількості незалежних компонентів, і, щоб зрозуміти, як виправити помилку на стику компонентів, треба «прориватися» через міжкомпонентні інтерфейси.
- Код-пахлава або код-лазанья — код, в якому занадто багато (для цього завдання) шарів абстракції.[3]
- Код-катамарі — код, який колись був написаний із дотриманням принципів написання «чистого» коду, але в процесі розвитку «обліплений» функціональністю, так само як «катамарі» з гри для PlayStation[en].